# Arseniuro de indio
El Arseniuro de indio(InAs), o monoarseniuro de indio, es un compuesto semiconductor formado por indio y arsénico. 
Este material se utiliza en detectores de infrarrojos, con rangos de longitud de onda de 1 a 3.8 μm.
Debido a la alta movilidad electrónica (del orden de 40 000 cm2/(V*s)) y a su bajo valor de banda prohibida, se utiliza en emisores de Radiación terahertz.
También se utiliza junto con el fosfuro de indio, para obtener un material con una banda prohibida dependiente de la proporción de estos componentes.